# Pilocytický astrocytom
Pilocytický astrocytom je relativně ohraničený, pomalu rostoucí, cystický astrocytom. Dříve se označoval jako „spongioblastom“. Pilocytický astrocytom se derivuje z radiální glie v mozečku, pokračuje do mozkového kmenu, má svérázný bifázický histologický vzhled. Vyskytují se 2 případy na 100 000 obyvatel, především ve věku 5-14 let.

## Diagnóza
Užívá se CT a MRI, je velice snadno detekovatelný. Nutno odlišovat od difuzního astrocytomu, který ve stejných lokalizacích malignizuje a roste infiltrativně.

## Léčba
Primární léčbou je chirurgické odstranění. Zbytkový nádor je možno odstranit při druhé resekci. Pilocytický astrocytom téměř nemalignizuje. Po resekci se udává pětiletý volný interval až v 80 % případů.